# 帰元禅寺

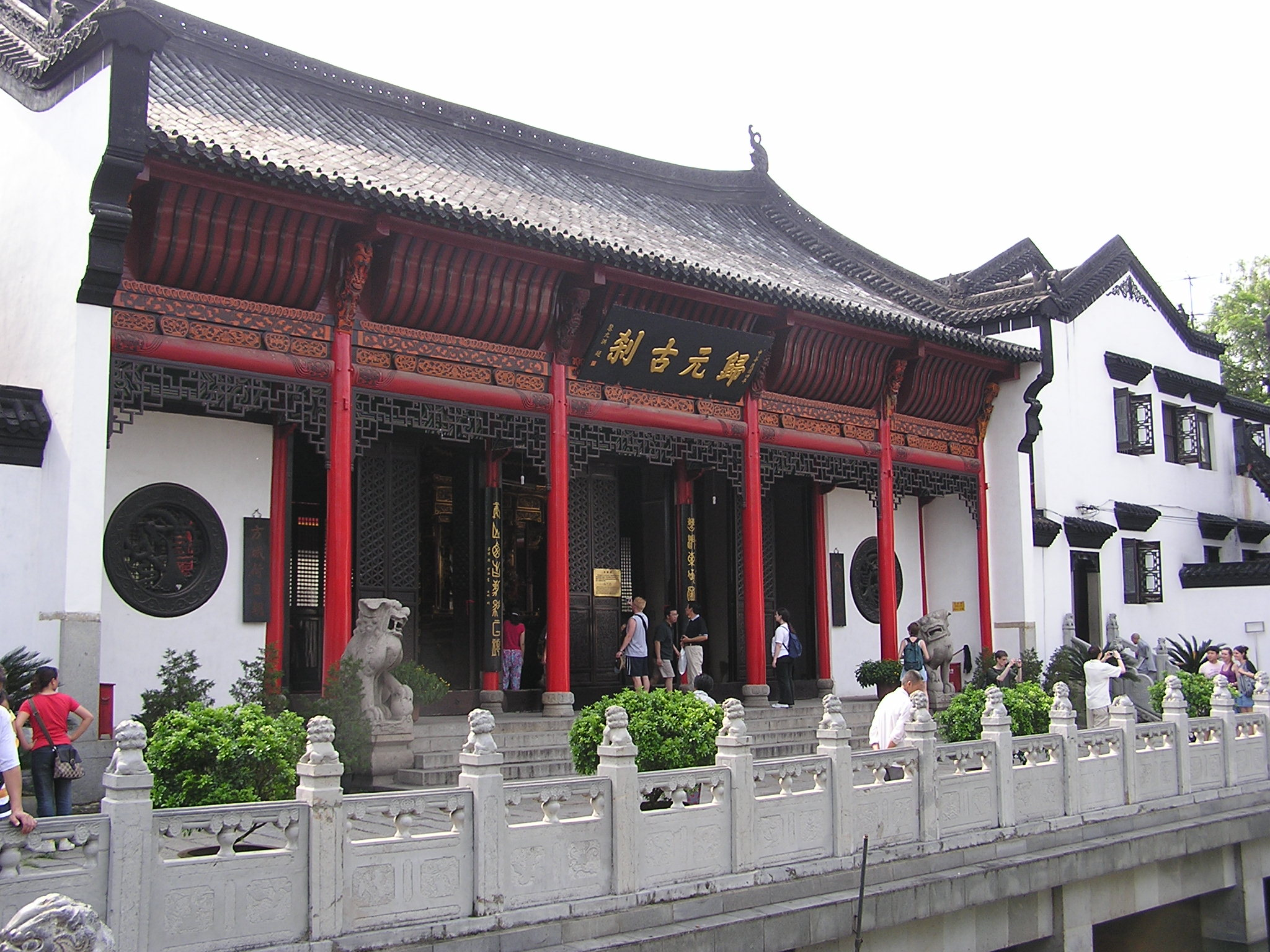
韋駄殿

帰元禅寺（きげんぜんじ、中: 归元禅寺、拼音: Guī yuán chán sì）は、中華人民共和国湖北省武漢市漢陽区にある曹洞宗の寺院。清の順治15年（1658年）に創建された。宝通寺、蓮渓寺、古徳寺とあわせて武漢四大寺院（武漢四大叢林）と呼ばれる。
2007年に江沢民前中国共産党総書記が、1984年には中曽根康弘日本内閣総理大臣が帰元禅寺を訪問している。

## 伽藍等
- 大雄宝殿 - 帰元禅寺の本堂。像高6mの釈迦牟尼坐像と、釈迦牟尼坐像の背面に海島観音像が祀られている[2]。
- 羅漢堂 - 中国国内で最も有名な羅漢堂5箇所のうちの一つとされる。堂宇の中央に阿弥陀仏が、倒座に千手観音、前庁に弥勒菩薩などが祀られ、堂宇の外周に五百羅漢が祀られている[3]。
- 蔵経閣
- 放生池
- 双面観音 - 像高18.8m、質量20tの双面観音像[4]。

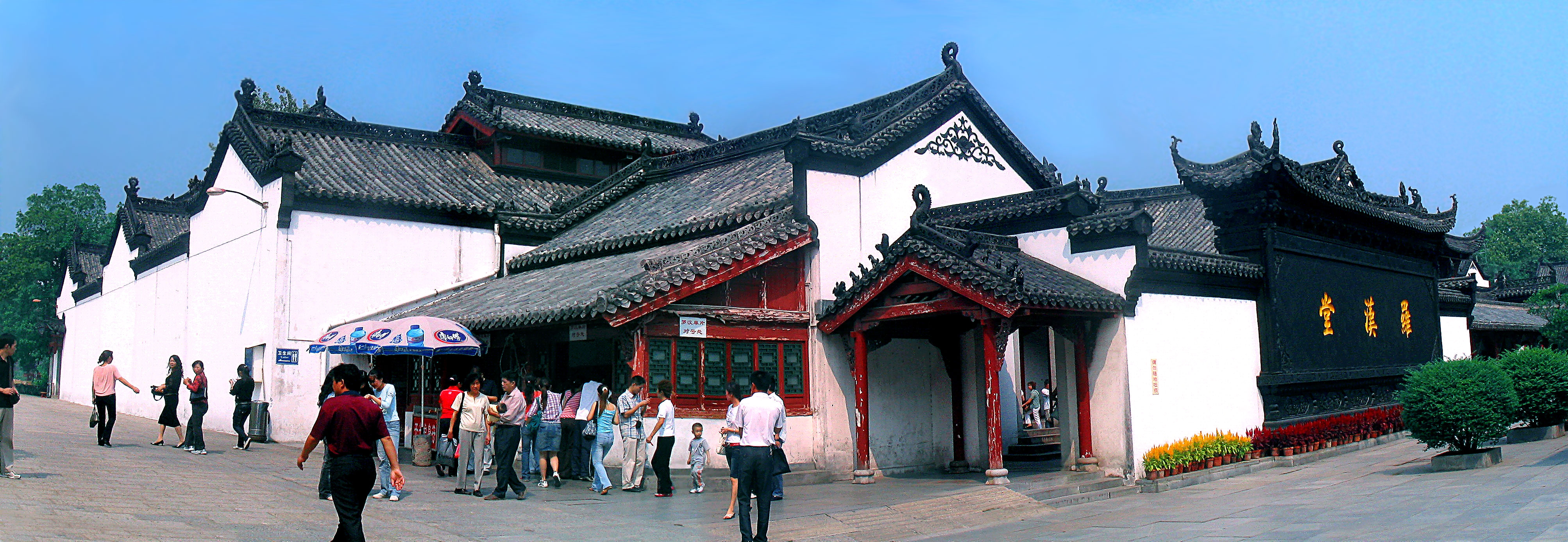
羅漢堂
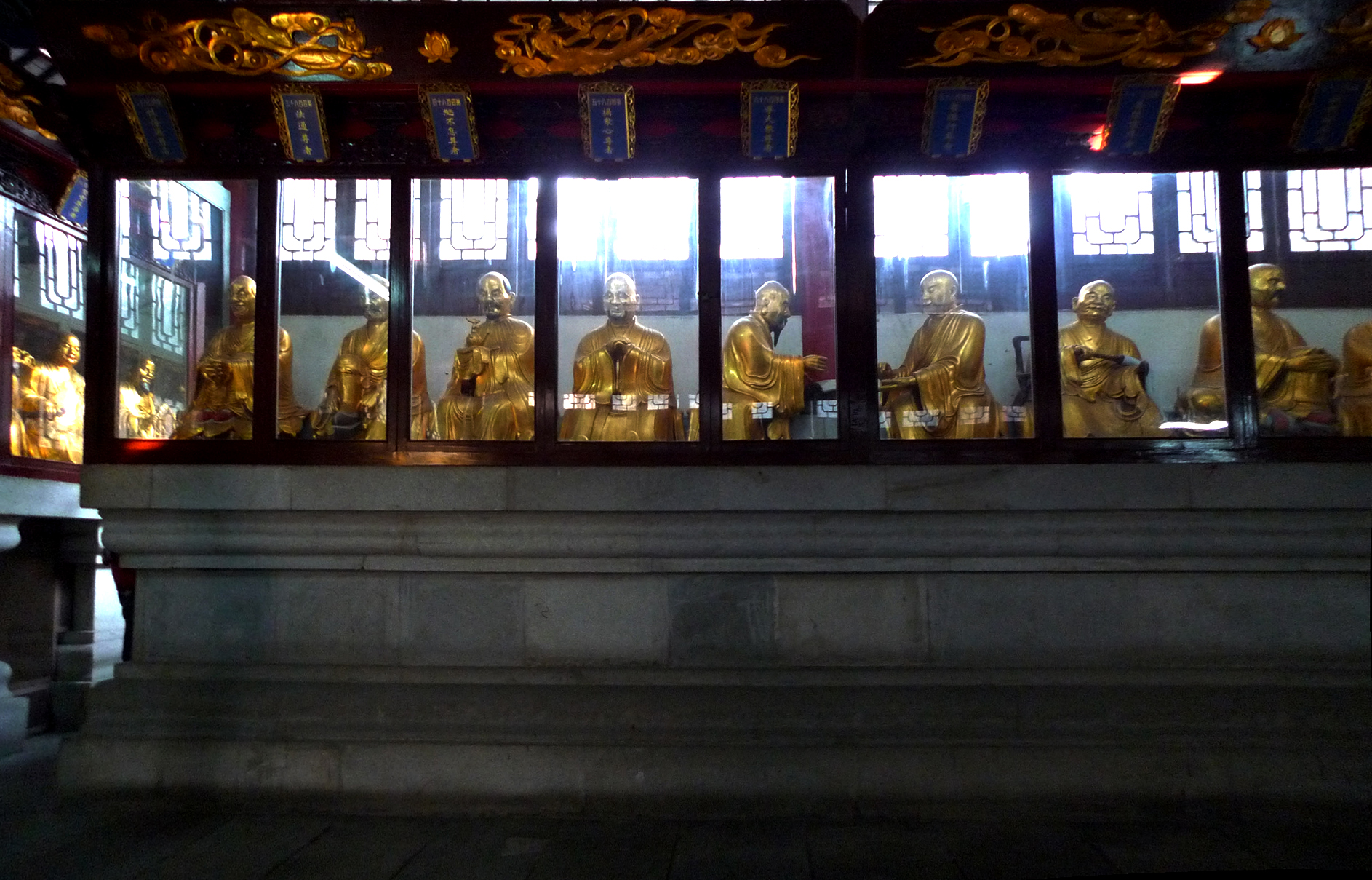
羅漢堂
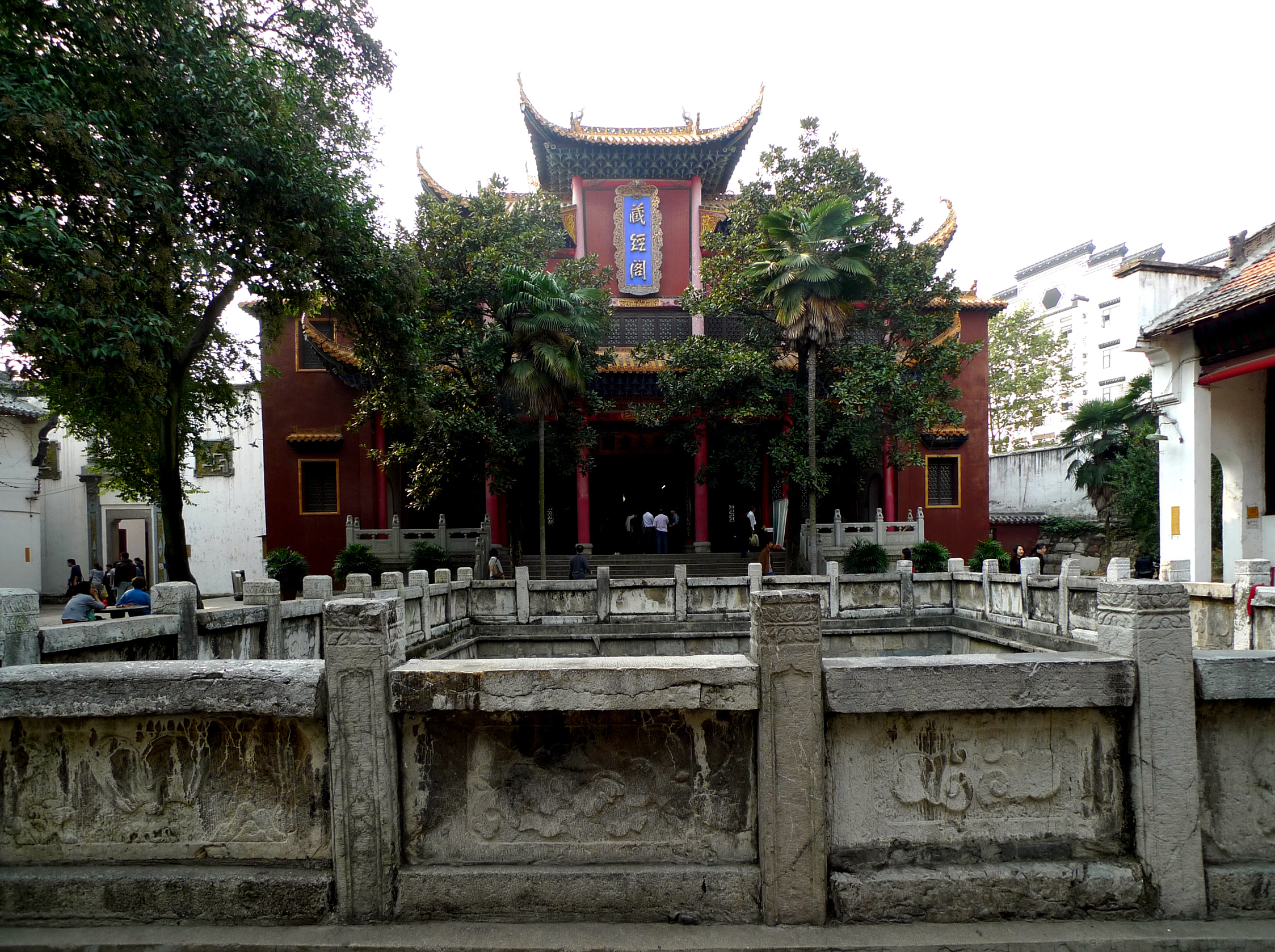
韋駄殿と放生池
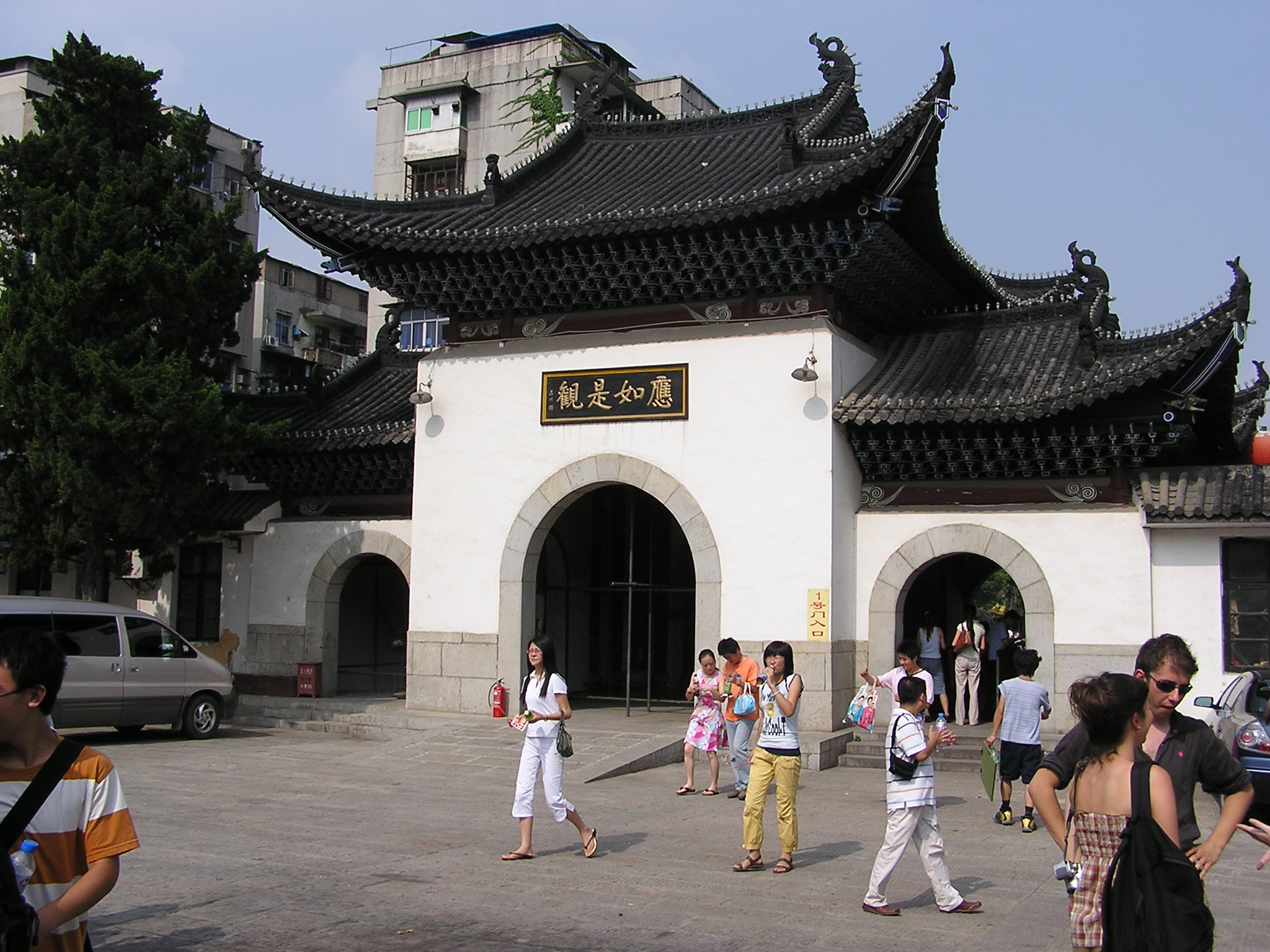
三門
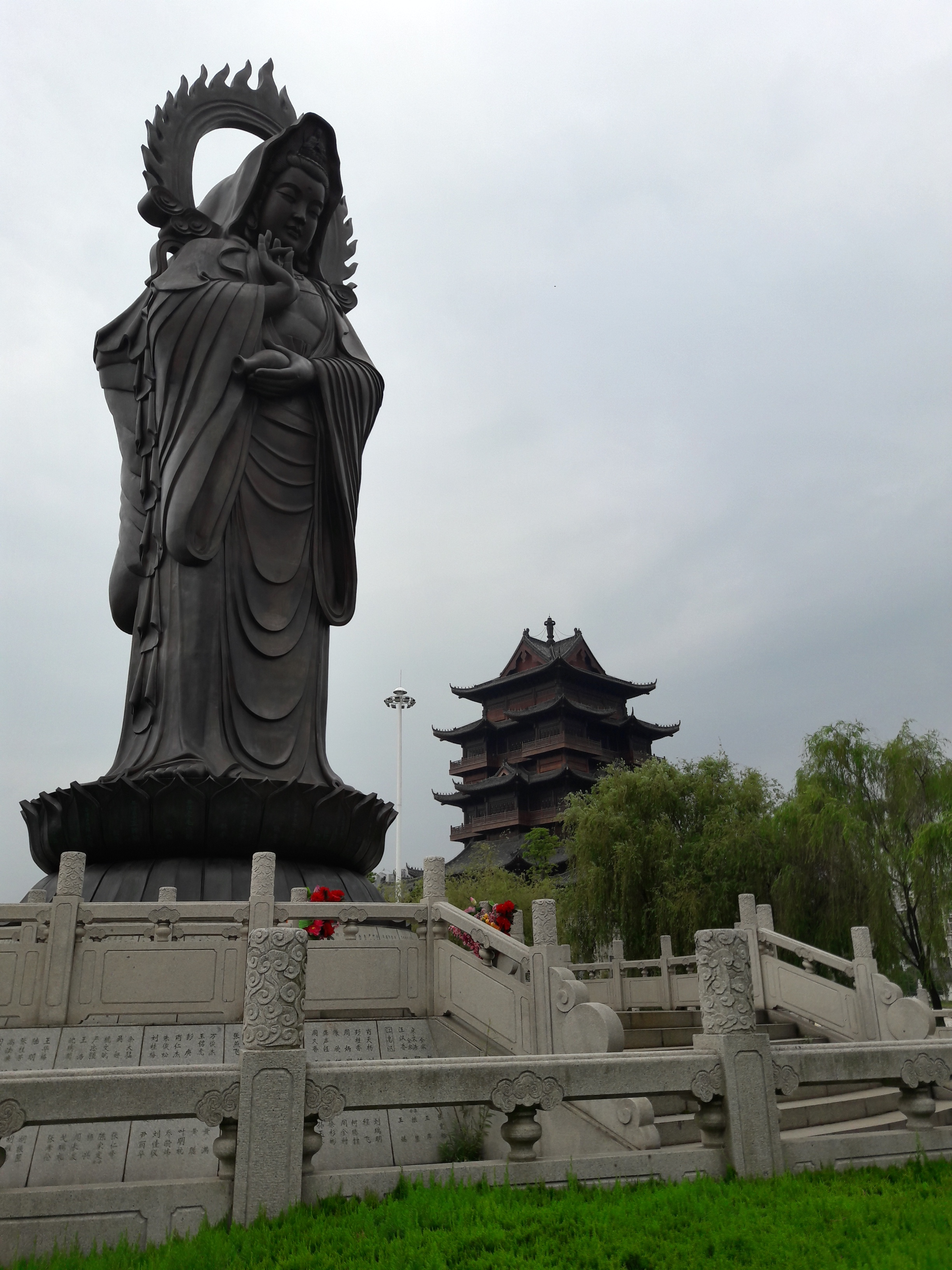
双面観音

## 交通機関
- 武漢地下鉄4号線、6号線 鍾家村駅（钟家村站）の南西約800m
- 漢陽大道鍾家村バス停の南約550m